# Israël op het Eurovisiesongfestival 2005
Israel werd vertegenwoordigd door Shiri Maimon op het Eurovisiesongfestival 2005 met het lied HaSheket SheNish'ar

## Kdam Eurovision 2005
Voor de eerste keer sinds 2001 werd er weer een volledige Kdam Eurovision gehouden. Voorgaande jaren koos de IBA namelijk alleen intern een artiest. Er deden veel artiesten mee die al vrij bekend waren in Israël. Shiri Maymon werd de winnaar van de show. Haar lied werd geschreven door Pini Aaronbayev en Eyal Shachar met medewerking van Pini Aaronbayev.

### Nationale Finale
| №  | Lied                  | Artiest                    | Punten | Plaats |
| -- | --------------------- | -------------------------- | ------ | ------ |
| 1  | "Be'ahava gdola"      | Samir Shukri & Efrat Cohen | 26     | 9      |
| 2  | "Peace and love"      | Zehava Ben                 | 48     | 5      |
| 3  | "Targish oti"         | Michal Amdurski            | 39     | 8      |
| 4  | "Yesh li et halayla"  | Momi Levi                  | 23     | 10     |
| 5  | "Hamon"               | Merav Siman-Tov            | 10     | 13     |
| 6  | "Ode-le-ya"           | Gaya                       | 15     | 11th   |
| 7  | "Hasheket Shenish'ar" | Shiri Maymon               | 116    | 1      |
| 8  | "Jerusalem"           | Rinat Gabay                | 62     | 4      |
| 9  | "Don’t worry baby"    | Yossi Azulai               | 70     | 2      |
| 10 | "Zman"                | Mira Awad                  | 5      | 14     |
| 11 | "Esperansa"           | The Elayev Family          | 45     | 6      |
| 12 | "Hello, hello"        | Sharona & Daniela Pick     | 15     | 11     |
| 13 | "Or yare'ach"         | Svika Pick & Company       | 66     | 3      |
| 14 | "Kmo chalom"          | Rinat Bar                  | 40     | 7      |

## In Kiev
In Oekraïne trad Israël als zevende van 25 landen aan in de halve finale, na Monaco en voor Wit-Rusland. Het land behaalde een 4de plaats, met 154 punten.
Men ontving 1 keer het maximum van de punten.
België en Nederland hadden 3 en 10 punten over voor deze inzending.
In de finale trad Israël als elfde van 24 landen aan in de halve finale, na Spanje en voor Servië en Montenegro. Het land behaalde een 7de plaats, met 158 punten.
Men ontving 3 keer het maximum van de punten.
België en Nederland hadden 6 en 7 punten over voor deze inzending.

### Gekregen punten

#### Halve Finale
| 12 punten                         | 10 punten                                 | 8 punten                                                           | 7 punten            | 6 punten                                           |
| --------------------------------- | ----------------------------------------- | ------------------------------------------------------------------ | ------------------- | -------------------------------------------------- |
| - Andorra - Monaco - Wit-Rusland  | - Nederland                               | - Frankrijk - Roemenië - Rusland                                   | - Albanië - Ierland | - Malta - Portugal - Turkije - Verenigd Koninkrijk |
| 5 punten                          | 4 punten                                  | 3 punten                                                           | 2 punten            | 1 punt                                             |
| - Hongarije - Moldavië - Oekraïne | - Bulgarije - Denemarken - Polen - Spanje | - België - Cyprus - Duitsland - Servië en Montenegro - Zwitserland | - Litouwen          | - Finland - Noord-Macedonië                        |

#### Finale
| 12 punten                                                 | 10 punten   | 8 punten                                              | 7 punten                                                | 6 punten                                      |
| --------------------------------------------------------- | ----------- | ----------------------------------------------------- | ------------------------------------------------------- | --------------------------------------------- |
| - Monaco                                                  | - Frankrijk | - Andorra - Hongarije - Malta - Rusland - Wit-Rusland | - Nederland - Oekraïne - Roemenië - Verenigd Koninkrijk | - België - Ierland - Moldavië - Spanje        |
| 5 punten                                                  | 4 punten    | 3 punten                                              | 2 punten                                                | 1 punt                                        |
| - Denemarken - Duitsland - Finland - Noorwegen - Portugal |             | - Albanië - Litouwen - Turkije                        | - Letland                                               | - Estland - Oostenrijk - Zweden - Zwitserland |

### Punten gegeven door Israël

#### Halve Finale
Punten gegeven in de halve finale:
| 12 punten | Roemenië    |
| 10 punten | Moldavië    |
| 8 punten  | Hongarije   |
| 7 punten  | Noorwegen   |
| 6 punten  | Letland     |
| 5 punten  | Nederland   |
| 4 punten  | IJsland     |
| 3 punten  | Zwitserland |
| 2 punten  | Wit-Rusland |
| 1 punt    | Slovenië    |

#### Finale
Punten gegeven in de finale:
| 12 punten | Roemenië    |
| 10 punten | Malta       |
| 8 punten  | Hongarije   |
| 7 punten  | Griekenland |
| 6 punten  | Letland     |
| 5 punten  | Frankrijk   |
| 4 punten  | Moldavië    |
| 3 punten  | Denemarken  |
| 2 punten  | Zwitserland |
| 1 punt    | Noorwegen   |

1973 · 1974 · 1975 · 1976 · 1977 · 1978 · 1979 · 1980 · 1981 · 1982 · 1983 · 1984 · 1985 · 1986 · 1987 · 1988 · 1989 · 1990 · 1991 · 1992 · 1993 · 1994 · 1995 · 1996-1997 · 1998 · 1999 · 2000 · 2001 · 2002 · 2003 · 2004 · 2005 · 2006 · 2007 · 2008 · 2009 · 2010 · 2011 · 2012 · 2013 · 2014 · 2015 · 2016 · 2017 · 2018 · 2019 · 2020 · 2021 · 2022 · 2023 · 2024 · 2025